# Cinéthéodolite

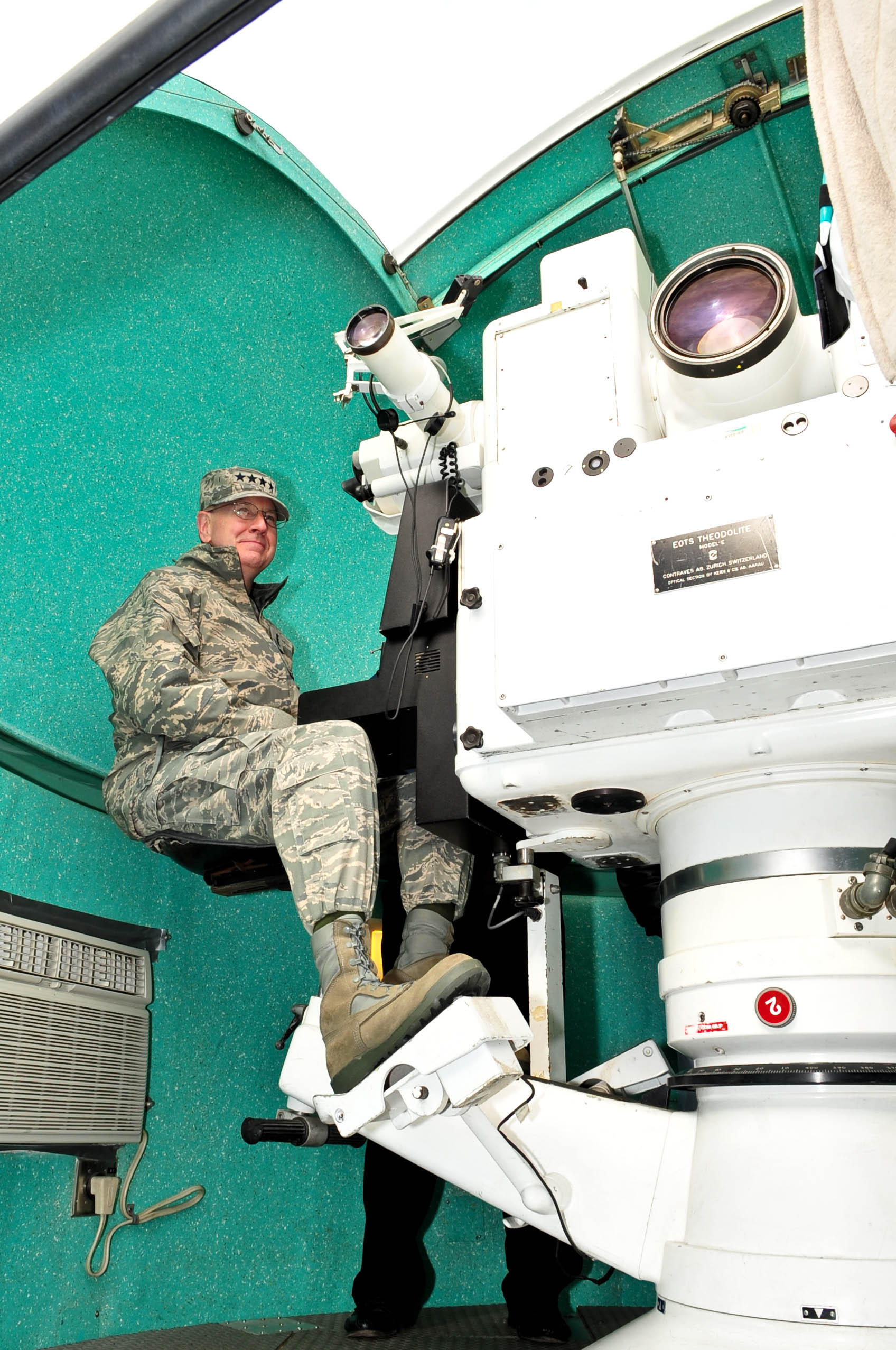
Cinéthéodolite de la base de lancement de Cape Canaveral

Un cinéthéodolite est un instrument d'optique comprenant un dispositif de pointage et une caméra sur un support orientable équipé de capteurs angulaires qui est utilisé pour déterminer la trajectoire des engins spatiaux (fusée ou satellite). Le gisement et le relèvement sont déterminés de manière continue et combinés avec les données fournies par un chronomètre. Le pointage peut être réalisé automatiquement ou par un opérateur qui utilise un télescope pour orienter l'instrument. Un ou plusieurs cinéthéodolites sont installés à proximité des bases de lancement ; ils permettent de vérifier le comportement des fusées durant leur première phase de vol.
Cet instrument a été mis au point peu avant la Seconde Guerre mondiale pour répondre aux besoins apparus avec la mise au point des premières fusées comme le V2.